# Єнбек (Аксуський район)
Єнбе́к (каз. Еңбек) — село у складі Аксуського району Жетисуської області Казахстану. Входить до складу Карасуський сільського округу.
Населення — 326 осіб (2021; 330 у 2009, 425 у 1999, 531 у 1989).

## Історія
У радянські часи село називалось Енбек.